# Orkhan Soultanov
Orkhan Soultanov (en azerbaïdjanais: Orxan Sultanov) est le chef du service de renseignement étranger de la République d'Azerbaïdjan, colonel général. 

## Biographie
Orkhan Soultanov est né en 1977 à Bakou. Il a précédemment travaillé au ministère des Affaires étrangères de l'Azerbaïdjan. En 2007-2011, il a été premier secrétaire aux affaires humanitaires de l'ambassade d'Azerbaïdjan au Royaume-Uni. Après le ministère des Affaires étrangères, il a travaillé au département des renseignements étrangers du ministère de la Sécurité nationale de l'Azerbaïdjan.
Le 14 décembre 2015, Orkhan Soultanov a été nommé chef du service de renseignement étranger de la République d'Azerbaïdjan par ordre du président de la République d'Azerbaïdjan.

## Récompenses et grades

### Rangs
- Major général - 17 mars 2016

- Lieutenant-général - 27 mars 2019

- Colonel Général - 7 décembre 2020

### Prix
- Ordre «Pour le service à la patrie» du 2e degré - 26 mars 2018

- Ordre de Zafar